# لیو جینگ
لیو جینگ (چینی: 劉勁؛ زادهٔ ۷ دسامبر ۱۹۶۳) بازیگر اهل چین است.

از فیلم‌ها یا برنامه‌های تلویزیونی که وی در آن نقش داشته است، می‌توان به تأسیس جمهوری اشاره کرد.